# 1292 Advanced Programmable Video System
El 1292 Advanced Programmable Video System es una consola de videojuegosr lanzada por la compañía europea Audiosonic en 1978. Es parte de un grupo de consolas compatibles con software que incluyen el Interton VC-4000 y la Voltmace Database. El 1292 Advanced Programmable Video System incluyó su paquete de alimentación dentro de la consola en lugar de un paquete de alimentación exterior.

## Especificaciones

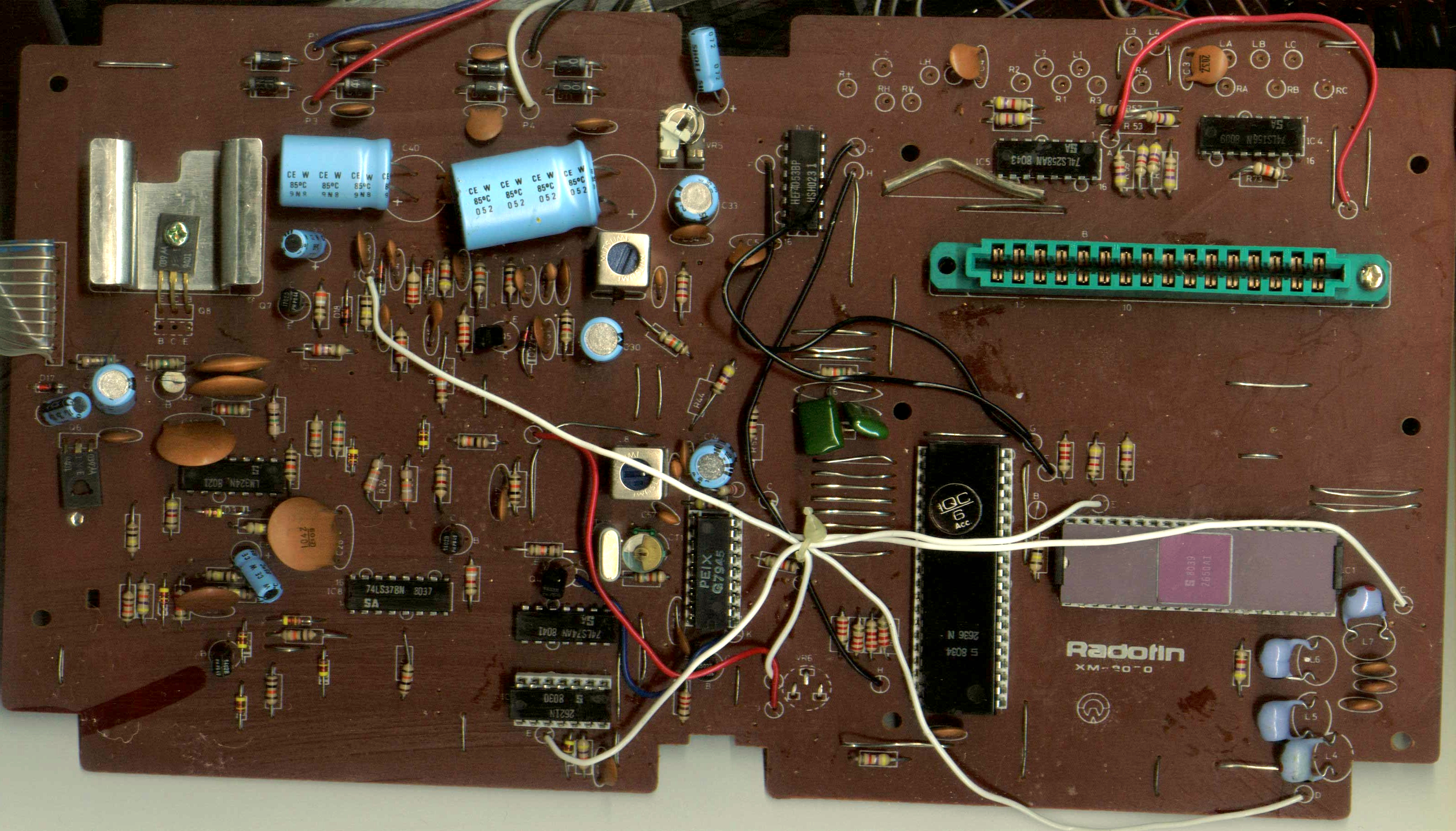
PCB Scan del Acetronic MPU-1000.

- CPU:  8-bit Signetics 2650AI a 4.43 MHz
- Coprocesador audiovisual (chipset de video, procesador de E / S): Signetics 2636N a 3.58 MHz, direccionamiento de 32 Kb de memoria en bancos de 8 Kb. Este chipset era menos poderoso que el modelo posterior Signetics 2637N utilizado en Arcadia 2001.
- Memoria de datos: 43 bytes

### Gráfico
- Sprites: 4 sprites de un solo color (1 puede ser de 8 colores)
- 1 línea de puntuación que muestra 4 dígitos BCD
- Fondo que consiste en una serie de líneas alternas

### Misc
- Los primeros cartuchos de juegos usaban una ROM de 2 KByte, posteriores, como los de marca Activision, hasta 8 KBytes
- Sonido de máquina arcade muy básico

### Programación de usuario
Un costoso (£ 49 en el Reino Unido en 1977) Hobby Module estaba disponible que dio 6.5 kb de memoria programable por el usuario y tenía un conector DIN de 5 pines para permitir que el software se guarde en un reproductor de cintas de casete. Esto convirtió la unidad en una casa intermedia entre una computadora doméstica y una consola de juegos ordinaria.
El usuario tenía que estar familiarizado con la programación en el lenguaje de ensamblaje Signetics 2650 y las formas no convencionales y la arquitectura de registro del procesador Signetics 2650. Por ejemplo, en muchos otros procesadores, un código de operación 0 indica "ninguna operación", mientras que en el 2650 instruye al procesador para derivar a dirección en el Registro Inmediato B. Esta fue una fuente de muchos problemas de depuración de software para los programadores domésticos en ciernes.

## versiones
La consola fue producida por diferentes compañías y se vendió con diferentes nombres. No todas las consolas son compatibles con otras debido a las diferencias en las formas y dimensiones de las ranuras de los cartuchos (pero todas las consolas son compatibles con el software). Aquí una tabla de las consolas agrupadas por familia de compatibilidad (debido a las ranuras).
| Nombre                                      | Fabricante                    | País                      | compatibilidad                          | Otro |
| ------------------------------------------- | ----------------------------- | ------------------------- | --------------------------------------- | --- |
| 1292 Advanced Programmable Video System     | Radofin                       | Alemania                  | 1292 Advanced Programmable Video System | Conocido también como "Radofin Programmierbares Video System" (1979)                                                    |
| 1392 Advanced Programmable Video System     | Radofin                       | Europa                    | 1292 Advanced Programmable Video System | (1979) |
| HMG-1292 Advanced Programmable Video System | Hanimex                       |                           | 1292 Advanced Programmable Video System | |
| HMG-1392 Advanced Programmable Video System | Hanimex                       |                           | 1292 Advanced Programmable Video System | |
| Force 2                                     | Fountain                      | Australia y Nueva Zelanda | 1292 Advanced Programmable Video System | (1979) |
| 1292 Advanced Programmable Video System     | Fountain                      | Australia y Nueva Zelanda | 1292 Advanced Programmable Video System | (1979) |
| 1392 Advanced Programmable Video System     | Fountain                      | Australia y Nueva Zelanda | 1292 Advanced Programmable Video System | (1979) |
| Advanced Programmable Video System          | Grandstand                    |                           | 1292 Advanced Programmable Video System | |
| Lansay 1392                                 | Lansay                        | Europa                    | 1292 Advanced Programmable Video System | (1979) |
| PP-1292 Advanced Programmable Video System  | Audiosonic                    | Europa                    | 1292 Advanced Programmable Video System | (1978) |
| PP-1392 Advanced Programmable Video System  | Audiosonic                    | Europa                    | 1292 Advanced Programmable Video System | (1978) |
| VC-6000                                     | Prinztronic                   | Reino Unido               | 1292 Advanced Programmable Video System | (1979) |
| MPU-1000                                    | Acetronic                     | Reino Unido               | 1292 Advanced Programmable Video System | (1979) (En la foto) |
| MPU-2000                                    | Acetronic                     | Reino Unido               | 1292 Advanced Programmable Video System | (1979) |
| Database                                    | Videomaster\Voltmace          | Reino Unido               | Database System                         | |
| Television Computer System                  | Rowtron                       | Reino Unido               | Television Computer System              | (1979) |
| Jeu Video TV                                | Karvan                        | Francia                   | Video TV Game                           | |
| OC-2000                                     | Societe Occitane Electronique | Francia                   | Video TV Game                           | |
| MPT-05                                      | ITMC                          | Francia                   | MPT-05                                  | (1983) |
| Super Play Computer 4000                    | Grundig                       | Alemania                  | Interton VC-4000                        | |
| VC 4000                                     | Interton                      | Europa                    | Interton VC-4000                        | (1978) |
| CX-3000 Data Bass Sistem                    | Palson                        | España                    | Interton VC-4000                        | |
| Tele Computer                               | Aureac                        | España                    | Interton VC-4000                        | Clon Palson CX-3000 |
| Video Computer H-21                         | TRQ                           | España                    | Interton VC-4000                        | Los cartuchos TRQ se adaptan y funcionan en las consolas Interton. Los cartuchos Interton no caben en las consolas TRQ. |

- Datos: Q2037599
- Multimedia: 1292 Advanced Programmable Video System / Q2037599